# Rede social virtual
As redes sociais virtuais (em inglês, social networking services, SNS), também conhecido como mídia social ou simplesmente como rede social, são estruturas sociais digitais compostas por indivíduos, grupos ou organizações conectados por um ou múltiplos tipos de interdependência, que utilizam plataformas baseadas na internet para interação, compartilhamento de informações e construção de relacionamentos. A evolução dessas redes está intrinsecamente ligada ao desenvolvimento da internet e das tecnologias de comunicação digital.

## Infraestrutura e tecnologias das redes sociais
O desenvolvimento das redes sociais virtuais está intrinsecamente ligado à evolução das tecnologias digitais e das infraestruturas de comunicação. Desde as primeiras experiências online, como as realizadas em ambientes de conexão discada e protocolos simples (Telnet, NNTP), o suporte tecnológico tem sido decisivo para permitir interações sociais em rede.
Nos anos 1990, o surgimento da World Wide Web, aliado a navegadores gráficos e linguagens como HTML e JavaScript, viabilizou a criação de plataformas que permitiam a construção de perfis e páginas pessoais, como o GeoCities e o Classmates.com. A transição para conexões de banda larga, nos anos 2000, tornou as redes sociais mais multimídia, com a inclusão de imagens, vídeos e transmissões em tempo real.
A gestão do crescente volume de usuários e interações exigiu o avanço de sistemas de armazenamento e processamento de dados. Bancos de dados relacionais deram lugar a tecnologias NoSQL, que oferecem maior escalabilidade e agilidade para lidar com grandes quantidades de informações.
A popularização dos dispositivos móveis, em especial com a chegada de sistemas como Android e iOS, redefiniu o acesso às redes sociais virtuais. Recursos como geolocalização, notificações e câmeras integradas tornaram as plataformas acessíveis em qualquer momento e lugar. Mais recentemente, o uso de inteligência artificial, algoritmos de recomendação e computação em nuvem ampliou ainda mais a sofisticação das redes. Essas tecnologias garantem a personalização do conteúdo exibido, a moderação de interações e a operação de plataformas com bilhões de usuários. Assim, a história das redes sociais está diretamente vinculada ao contínuo avanço tecnológico, que tornou possível a comunicação instantânea, em larga escala e por meio de diferentes formatos de mídia.

## Surgimento e Primeiros Desenvolvimentos
As redes sociais virtuais transformaram radicalmente a forma como nos comunicamos, interagimos e compartilhamos informações online. Sua história reflete o avanço da tecnologia e a necessidade humana de conexão.

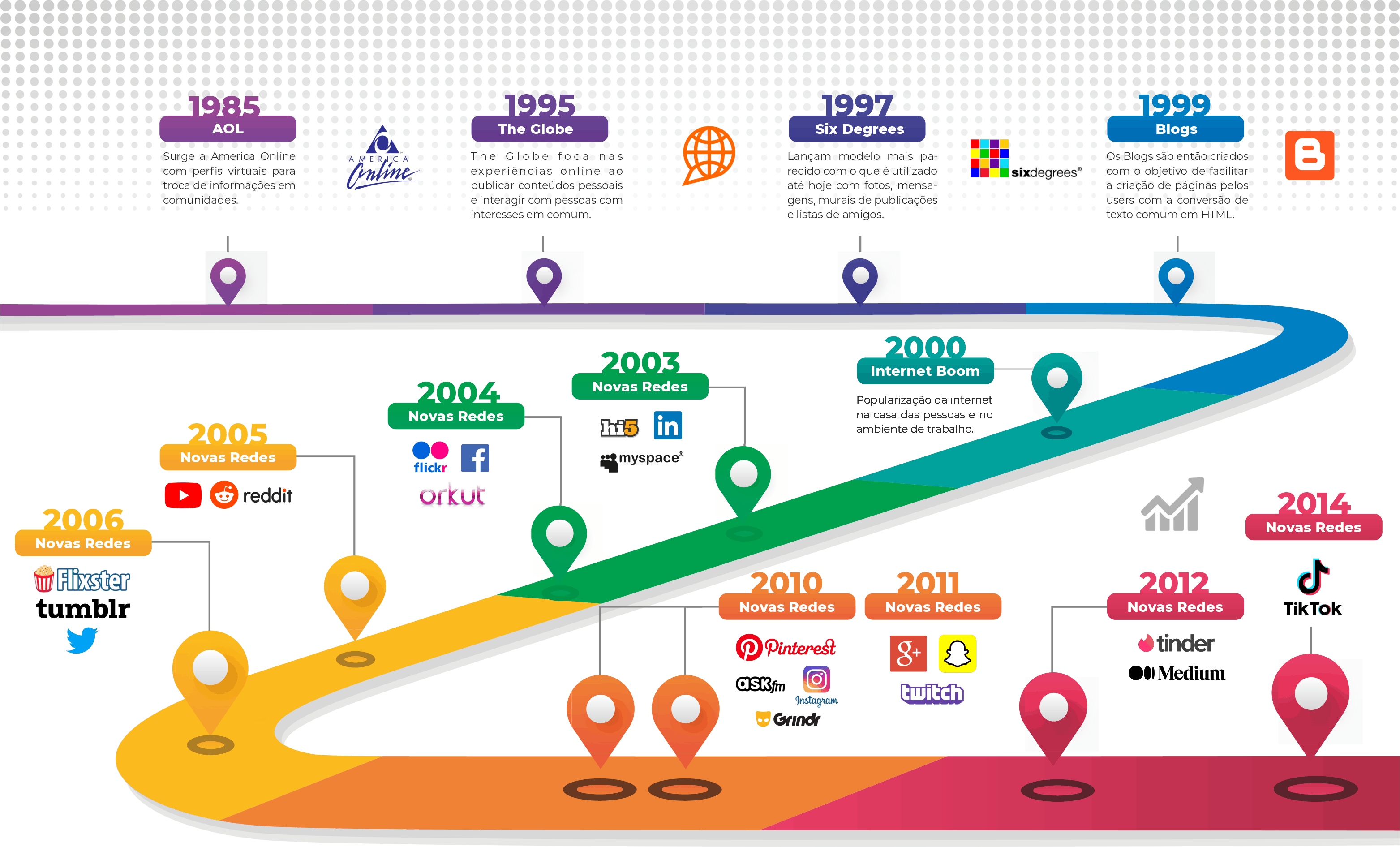
Infográfico que mostra a História das Principais Redes Sociais Virtuais

As origens das redes sociais virtuais podem ser rastreadas até as primeiras formas de comunicação online. Sistemas como os BBS (Bulletin Board Systems), populares nas décadas de 1970 e 1980, permitiam que usuários se conectassem a um servidor central para trocar mensagens e arquivos, formando comunidades online rudimentares. A Usenet, surgida em 1979, estabeleceu um sistema de fóruns de discussão distribuídos globalmente, organizados por tópicos, o que fomentou a interação entre pessoas com interesses em comum formando comunidades digitais antes mesmo da World Wide Web. Já na década de 1980, o Internet Relay Chat (IRC) possibilitou a comunicação textual síncrona em canais temáticos, popularizando a comunicação em tempo real através de salas de bate-papo.
A transição para o conceito mais próximo das redes sociais virtuais modernas ocorreu na década de 1990, com o surgimento de plataformas que permitiam a criação de perfis pessoais e a explicitação de conexões entre usuários. O GeoCities, lançado em 1994, oferecia espaço para usuários criarem páginas da web agrupadas por temas ("vizinhanças"), promovendo um senso de comunidade. Em 1995, o Classmates.com focou na conexão entre ex-colegas de escola e faculdade, baseando-se em círculos sociais já existentes. No mesmo ano, o The Globe também surge, oferecendo ferramentas para os usuários publicarem conteúdo pessoal e interagirem. No entanto, é a Six Degrees, de 1997, que é frequentemente citada como a primeira rede social no formato que se popularizaria, permitindo a criação de perfis e a adição de amigos e visualizar as conexões, baseando-se na teoria dos seis graus de separação. Também neste ano, o ICQ populariza as mensagens instantâneas. No ano 2000, o Fotolog ganha popularidade. Embora não seja uma rede social no sentido estrito, era focada no compartilhamento de fotos e interação através de comentários, prenunciando o apelo visual de plataformas futuras.

#### Expansão e Diversificação no Século XXI
O início dos anos 2000 marcou uma fase de rápida expansão e diversificação das redes sociais virtuais. Plataformas como Friendster  (2002) e MySpace (2003) ganharam grande popularidade, especialmente nos Estados Unidos e Ásia, oferecendo ferramentas para personalização de perfil e interação social. O MySpace permitia a personalização intensa de perfis e se tornando um espaço importante para músicos e artistas divulgarem seus trabalhos. Em 2004, o lançamento do Orkut, de Orkut Büyükkökten, que se tornaria extremamente popular no Brasil e na Índia, conhecido por suas comunidades. No mesmo ano, Mark Zuckerberg lança o Facebook, inicialmente restrito a estudantes de Harvard e que viria a se tornar a maior rede social do mundo. O Flickr (2004) se estabeleceu como uma plataforma importante para compartilhamento e organização de fotos. No mesmo ano, o LinkedIn é lançado, focado em conexões profissionais. É o carro-chefe da categoria rede social virtual para perfil de trabalho. É muito popular entre HeadHunters e Analistas de RH que utilizam a Internet para busca e prospecção de candidatos a estágio e/ou emprego.
A evolução continuou com a introdução de novos formatos e focos. O YouTube (2005) revolucionou o compartilhamento de vídeos, adicionando uma camada social através de comentários, inscrições e compartilhamento. O Twitter, atual X (2006) surge como uma plataforma de microblogging, focada em mensagens curtas e rápidas, introduzindo o conceito de hashtags e trending topics.
A década de 2010 foi marcada pela consolidação da mobile-first e pela ascensão de plataformas com forte apelo visual e focadas na mobilidade: O Instagram, lançado em outubro de 2010, inicialmente para iOS, com foco total no compartilhamento de fotos e, posteriormente, vídeos curtos, introduzindo filtros e ferramentas de edição simples. Rapidamente ganha enorme popularidade, impulsionado pelo crescimento dos smartphones. O Snapchat, surgido em julho de 2011, inovou com o conceito de mensagens e conteúdos efêmeros, além de introduzir filtros e lentes de realidade aumentada.
Paralelamente, plataformas com foco em mensagens ganharam novos recursos sociais, evoluindo para "super aplicativos" em algumas regiões. Entre as plataformas de mensagens que evoluíram para integrar funções sociais e comunitárias destacam-se o WhatsApp e o Telegram, lançados respectivamente em 2009 e 2013. O WhatsApp foi criado por Jan Koum e Brian Acton e posteriormente adquirido pelo Facebook Inc. (atual Meta Platforms) em 2014. Já o Telegram foi desenvolvido pelos irmãos Nikolai Durov e Pavel Durov , fundadores da rede social russa VKontakte. Embora ambos tenham surgido com o objetivo principal de facilitar a troca de mensagens instantâneas, suas trajetórias revelam diferenças marcantes. O WhatsApp tornou-se amplamente difundido globalmente como ferramenta de comunicação pessoal e profissional, caracterizando-se pela interface simples, foco em privacidade com criptografia de ponta a ponta e integração com contatos telefônicos. Por sua vez, o Telegram se destacou ao oferecer recursos avançados, como canais públicos, grupos com capacidade para milhares de membros, bots e suporte a múltiplos dispositivos, priorizando flexibilidade e funcionalidades para comunidades e usuários avançados. É conhecida por sua resistência à controles governamentais. Ambas as plataformas, no entanto, ampliaram seu escopo inicial e incorporaram gradualmente características sociais, como listas de transmissão, reações, enquetes e espaços para compartilhamento multimídia, configurando-se como exemplos emblemáticos da transformação de aplicativos de mensagens em "super aplicativos" e espaços de socialização online.

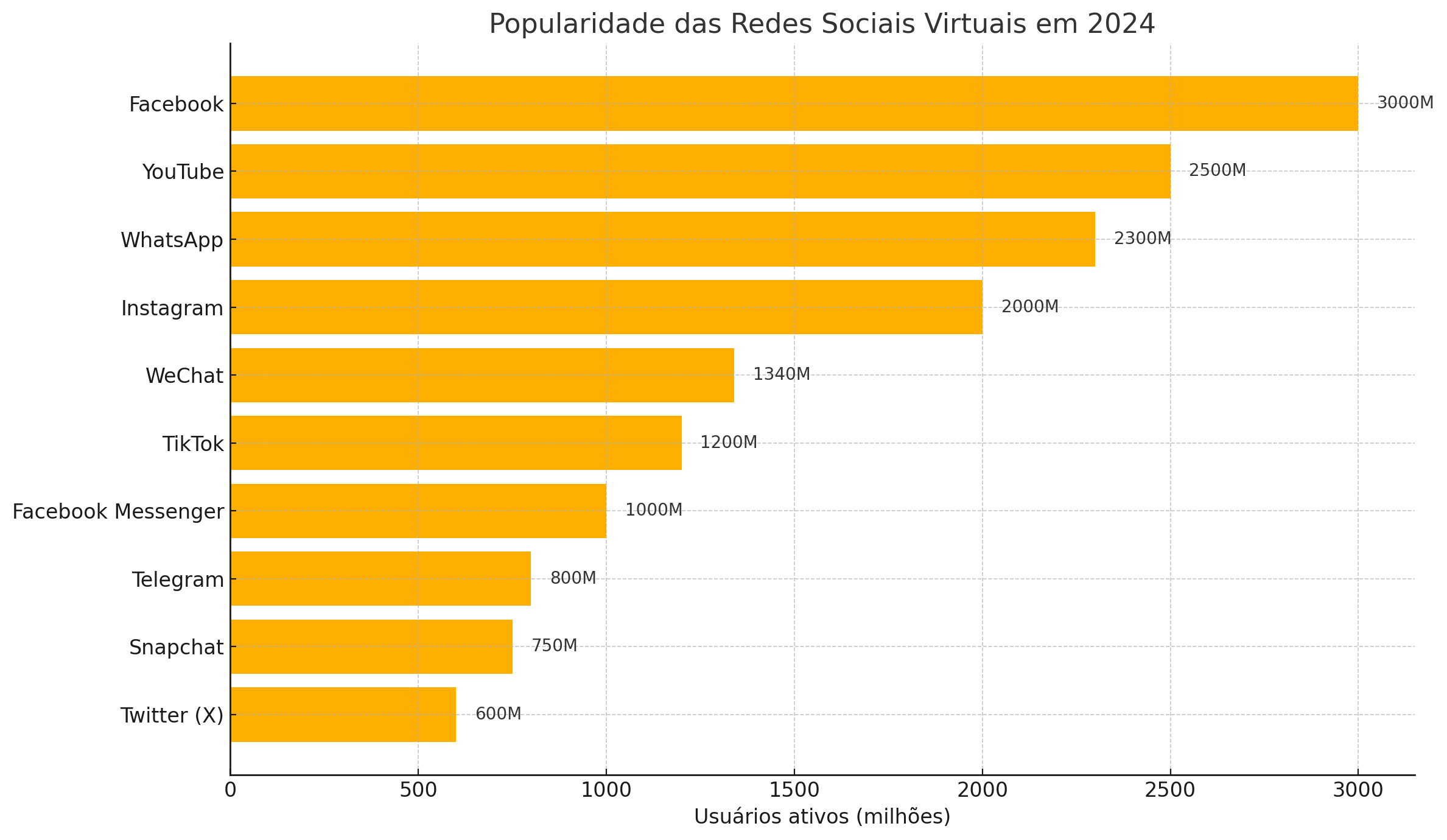
Distribuição de usuários entre redes sociais virtuais, 2024. Estimativas baseadas em dados disponíveis até 2024. Fonte dos dados estatísticos: Digital 2024 Global Overview Report (We Are Social, Meltwater, Kepios)

O WeChat (微信) (2011) desenvolvido pela empresa tecnológica chinesa Tencent, domina o cenário digital na China. Embora tenha começado como um serviço de mensagens instantâneas similar ao WhatsApp, o WeChat evoluiu rapidamente para integrar uma vasta gama de funcionalidades que abrangem diversos aspectos da vida digital dos usuários, como mensagens e chamadas, momentos, que é parecido a um feed de notícias ou mural, onde os usuários podem compartilhar fotos, vídeos e atualizações de status com seus contatos, WeChat Pay, um sistema de pagamento móvel extremamente popular na China, mini programas, que são pequenos aplicativos que rodam dentro do próprio WeChat que vão desde jogos e notícias até serviços de transporte, delivery de comida, compras e muito mais, contas oficiais, que permite que empresas, mídias e figuras públicas criem perfis para interagir com seguidores, publicar conteúdo e oferecer serviços. Inclui recursos como compartilhamento de localização, busca por pessoas próximas ("Agitar" e "Olhar ao Redor"), e integração com diversos outros serviços. Tornou-se indispensável na vida digital chinesa.
Mais recentemente, o formato de vídeo curto ganhou proeminência global com o Douyin (抖音), desenvolvido pela ByteDance e lançado na China em setembro de 2016, com uma versão internacional, o TikTok. Essas plataformas utilizam algoritmos avançados para personalizar feeds de conteúdo, impactando significativamente o consumo de mídia e a cultura digital. O Douyin opera independentemente e possui recursos e conteúdo adaptados especificamente para o mercado chinês, incluindo funcionalidades de e-commerce mais integradas e diferentes tipos de interação em transmissões ao vivo. O TikTok (Musical.ly renomeado) tornou-se um fenômeno global, especialmente entre o público mais jovem.
As redes sociais continuam a evoluir, com a integração de novas tecnologias como realidade aumentada, inteligência artificial e funcionalidades voltadas para comércio eletrônico, além da contínua adaptação às mudanças nos hábitos de consumo de conteúdo e interação social na era digital, refletindo a diversidade de interesses (nichos).

## Redes Sociais Virtuais e o campo da política

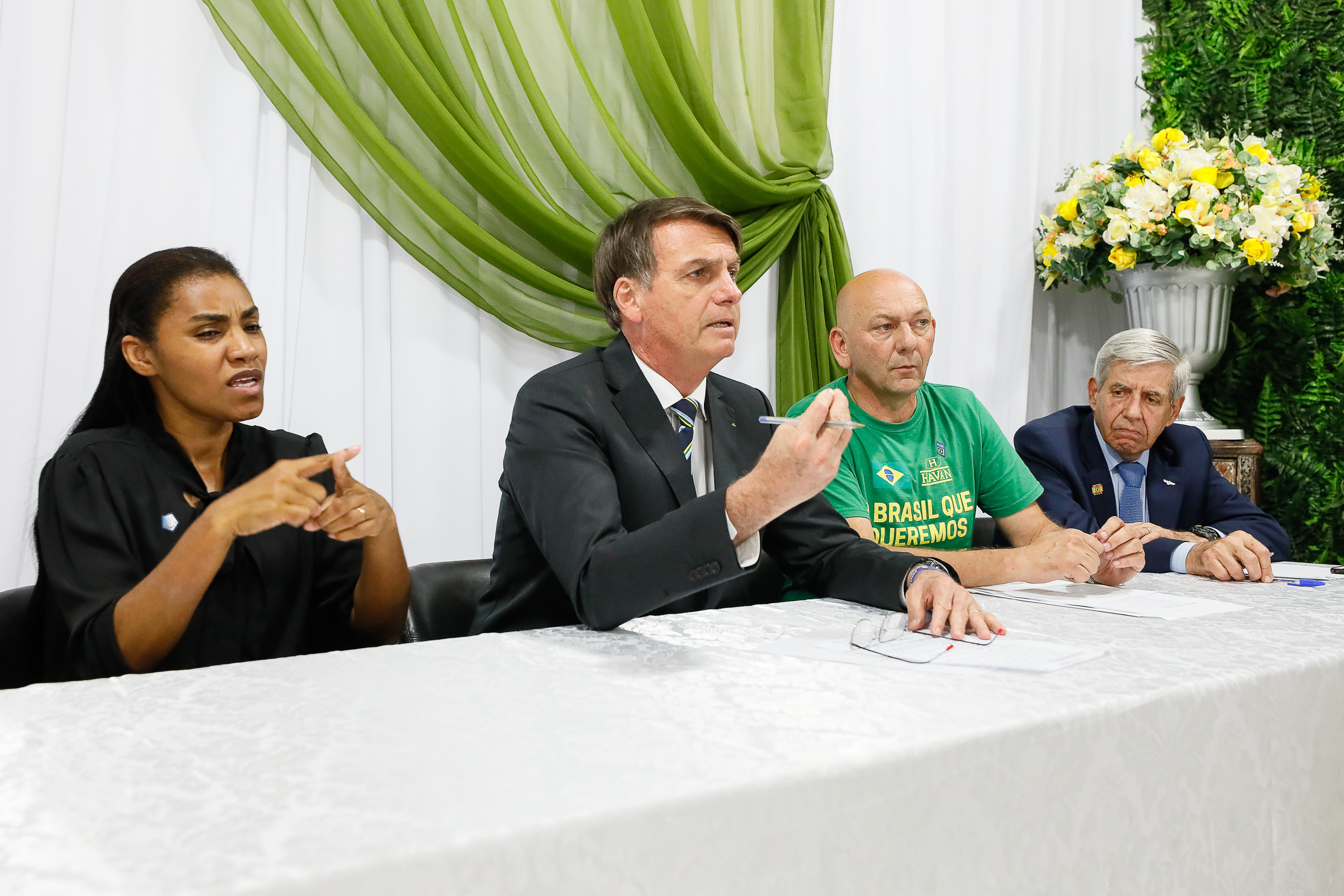
Camboriú - SC,(02/05/2019) Presidente da República, Jair Bolsonaro (2019-2022) durante transmissão de Live para redes sociais.

As redes sociais virtuais têm desempenhado um papel significativo na esfera política brasileira, influenciando a comunicação entre representantes e representados, a mobilização social e a formação da opinião pública. Pesquisadores brasileiros têm explorado diversas facetas dessa interação, destacando tanto as oportunidades quanto os desafios que essas plataformas apresentam para a democracia.
Francisco Paulo Jamil Almeida Marques, Jakson Alves de Aquino e Edna Miola analisaram o uso do Twitter por parlamentares brasileiros durante a Legislatura 2011–2015. O estudo revelou que a adoção da plataforma está associada a fatores como idade, escolaridade e experiência política dos deputados, indicando que as redes sociais são utilizadas como ferramentas estratégicas de comunicação política. Já Rafael Cardoso Sampaio destaca que, embora as redes sociais ofereçam oportunidades para a participação política, elas também apresentam desafios, como a disseminação de desinformação e a polarização do debate público. Em seus estudos, Sampaio enfatiza a necessidade de políticas públicas que promovam a educação digital e a regulação das plataformas para fortalecer a democracia. André Marenco, em sua obra "Os Eleitos: Representação e Carreiras Políticas em Democracias", discute como as redes sociais impactam as trajetórias políticas e a representação democrática, ressaltando a importância de compreender as dinâmicas digitais na formação de lideranças políticas.

## Marketingnas redes sociais virtuais
Com a popularização das redes sociais virtuais e a crescente utilização de dispositivos móveis como tablets e smartphones, consumidores passaram a manter contato constante com marcas e empresas. Esse cenário transformou profundamente a forma como o marketing é concebido e praticado, desafiando estratégias tradicionais e impondo novas dinâmicas de interação e comunicação.

### Transformação do marketing tradicional
A revolução tecnológica tornou técnicas de marketing convencionais menos eficazes e mais dispendiosas. A segmentação do marketing tradicional mostrou-se limitada e a mensuração de resultados, pouco ágil. Em contraste, o marketing digital e, em especial, o marketing nas redes sociais virtuais, passou a permitir segmentação mais refinada e avaliação em tempo real dos impactos e resultados das campanhas.
As marcas perderam o controle absoluto sobre sua comunicação e sobre a forma como são percebidas. Nas redes sociais virtuais, consumidores se tornaram protagonistas ativos no processo comunicativo. Para manter sua relevância e alcançar seu público-alvo, as marcas passaram a produzir conteúdos mais relevantes, pertinentes e alinhados às necessidades e desejos dos usuários, além de novos valores culturais como sustentabilidade social, ambiental e organizacional. Essa transformação está diretamente associada ao conceito de earned media ("mídia conquistada"), no qual a visibilidade decorre do engajamento orgânico e não apenas de estratégias pagas.

### Novas formas de relacionamento e interação
As redes sociais virtuais passaram a representar uma nova forma de exploração das relações entre empresas e consumidores. Diferentemente de outros meios, o marketing realizado nesses ambientes é mais pessoal e interativo. No entanto, exige competências específicas para sua gestão, como o conhecimento sobre comunidades virtuais, conexões e dinâmicas próprias desses ambientes digitais.
O marketing e a comunicação passaram a ocorrer por meio de múltiplos canais e por vias bidirecionais, com marcas e consumidores estabelecendo diálogos constantes. As redes sociais online se tornaram, assim, plataformas estratégicas para interação e fidelização de clientes. Funcionando de forma contínua — 24 horas por dia, 365 dias por ano —, elas possibilitam que empresas e usuários permaneçam permanentemente conectados e informados sobre produtos e opiniões.
Exemplos práticos dessa interação são evidentes em processos como o lançamento de produtos. Marcas podem utilizar enquetes e pesquisas rápidas entre seus seguidores para obter opiniões sobre novos itens, ajustando suas ofertas conforme as reações e preferências indicadas. Esse tipo de sondagem, viabilizado pelas redes sociais virtuais, representa um modelo de estudo de mercado ágil e de baixo custo.
Além das estratégias tradicionais de marketing e relacionamento, um marco relevante na história do lucro associado às redes sociais virtuais ocorreu em 2007, quando foi registrado pela primeira vez na imprensa brasileira o caso de Bruno Unger, jovem empreendedor que vendeu uma comunidade popular do Orkut chamada “Eu amo viajar” para o grupo RBS, afiliado da Rede Globo. Esse episódio destacou o potencial de monetização individual nas redes sociais, ainda na era pré-Facebook no Brasil, e tornou-se um caso pioneiro citado em estudos e reportagens sobre economia digital e mídias sociais.

### As redes sociais como canais de vendas
Além das funções de comunicação e pesquisa de mercado, as redes sociais virtuais consolidaram-se como plataformas de vendas. Ferramentas como o Marketplace do Facebook e a loja do Instagram permitem que empresas comercializem diretamente seus produtos. Este movimento ampliou o papel das redes sociais virtuais no ambiente comercial.
Em 2023, o estudo NuvemCommerce 2024, realizado pela Nuvemshop, indicou que 59,5% das pequenas e médias empresas virtuais utilizaram o Instagram como principal meio de criação de conteúdo digital e divulgação de suas lojas virtuais. Na sequência, aparecem o WhatsApp (39%), o Facebook (38%) e o TikTok (22%). Esses dados ilustram a importância crescente das redes sociais virtuais como canais estratégicos para a promoção, comercialização e manutenção do relacionamento com clientes em um ambiente digital cada vez mais dinâmico e competitivo.